# Tertulia del Salón
La Tertulia del Salón fue un grupo de escritores y artistas que se reunió semanalmente en Granada (España) desde 1998 hasta 2011.

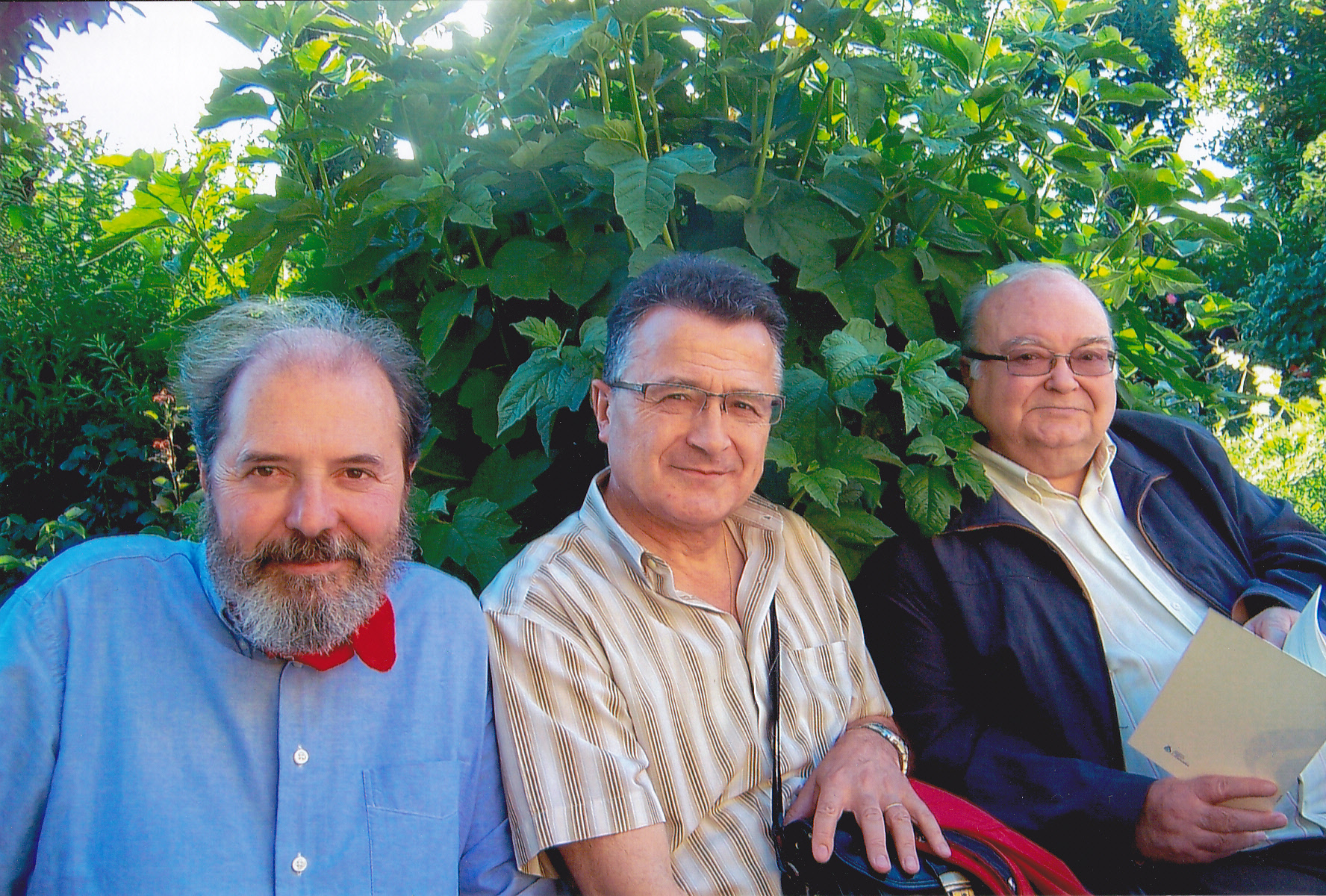
Los escritores Fernando de Villena, Enrique Morón y Ángel Moyano de tertulia en Granada

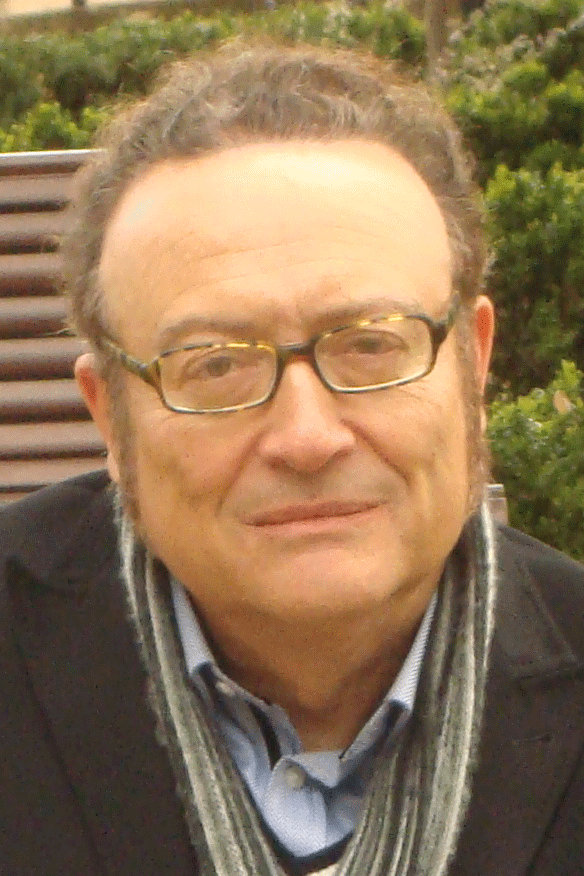
Gregorio Morales Villena, uno de los fundadores de la Tertulia del Salón.

## Historia
En 1998, tras el Manifiesto del Salón de Independientes (1994) y recién acabada la polémica literaria entre “literatura de la experiencia” y “literatura de la diferencia” (de donde surgiría la “estética cuántica”), Enrique Morón, Fernando de Villena y Gregorio Morales decidieron dar vida en Granada a una tertulia literaria que rompiera con el ambiente de atonía y sumisión al poder en el que se encontraba la cultura española.
Al grupo inicial se unieron Juan León, Ángel Moyano y Francisco Gil Craviotto. Poco después llegarían Francisco Plata, Miguel Ángel Contreras, Amalia Toca, Lola Cobaleda, Rosa María Nadal, Rafael Casares, Miguel Aparicio, José Ladrón de Guevara, Juan Peregrina, Antonio César Morón, Nono Carrillo, Enrique Martín Pardo, etc.
La tertulia se reunía entonces en pleno Realejo, en el “Sota”, aunque luego pasaría por numerosos lugares, gran parte de ellos en torno al centro geográfico del paseo del Salón. La mezcla nominal del antiguo Salón de Independientes de donde provenía y el lugar geográfico de las reuniones proporcionó el nombre por el que se la conoce: Tertulia del Salón.
Los contertulios se fueron haciendo cada vez más numerosos al tiempo que calaban la amistad y la solidaridad entre ellos. Con el paso de los años, la Tertulia del Salón se convirtió en una fuerza capaz de llevar a cabo complejos proyectos: ediciones de libros, homenajes, reivindicaciones, ciclos de conferencias o representaciones teatrales.
El último lugar de reunión de la Tertulia (hasta 2011) fue el Hierbabuena, en el número 7 del paseo del Salón (hoy desaparecido). Enriquecida con miembros como Eva María Velázquez, Melchor Sáiz-Pardo, Miguel Arnas, Juan Pedro Oliver, María Gallego, José Antonio López Nevot, Nicolás Palma, Ana Morilla, Carolina Murcia, Frank Anthonny, José Luis Muñoz, Pilar Redondo, Teresa Melguizo, César Girón, Emilio Atienza, Juan Bautista Serrano, Charo Blanco, Miguel Ángel Ruiz, Rosalía Talos, David Escobedo, Celia Correa, Concha Hermano, Armando Guerrero, entre otros, integró en su seno una enorme creatividad.